# Boinvilliers
Boinvilliers är en kommun i departementet Yvelines i regionen Île-de-France i norra Frankrike. Kommunen ligger i kantonen Guerville som tillhör arrondissementet Mantes-la-Jolie. År 2022 hade Boinvilliers 246 invånare.

## Befolkningsutveckling
Antalet invånare i kommunen Boinvilliers
| Referens: INSEE |